# Peregrin Took
Peregrin Took, mest känd av sina vänner som Pippin eller Pipp, är en hob och romanfigur i J.R.R. Tolkiens värld om Midgård. Han är en nära vän och släkting till Frodo Bagger och kusin till Meriadoc "Merry" Vinbock. I trilogin om Härskarringen följer Pippin med Frodo och hans vänner för att förstöra Den enda ringen i Domedagsberget i landet Mordor, för att besegra Mörkrets Herre Sauron en gång för alla. 
I romanen Konungens återkomst är han citadellvakt av Gondor, en position som han åtagit sig för att på något sätt gottgöra Denethor för att hans mest älskade son Boromir blev dödad i ett försök att skydda Pippin själv och hans vän Merry. I Gondor var han känd som Ernil i Pheriannath.

## Roll iRingarnas Herre

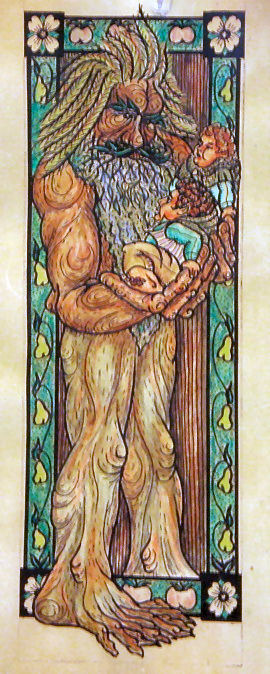
Här möter Pippin och Merry enten Lavskägge.

Peregrin "Pippin" Took föddes år 2990 i den tredje åldern. Han är son till Paladin Took II och Mispla Brink, vilket gör honom till ett barnbarnsbarn till Took den Gamle. Han hade även tre äldre systrar vid namn Pärla Took, Pimpinella Took och Pyrola Took. Pippins nära vän Meriadoc Vinbock var son till Paladins syster Esmeralda Vinbock. Håret på hans huvud och hans fötter (som är ovanligt håriga, till och med för en hob) var nästan gyllene och lockigt. I början av Tolkiens böcker var han mindre än resten av hoberna eftersom han var den yngsta av dem.
Pippin var åtta år yngre än Merry, och var därmed mycket yngre än Frodo Bagger. Han var en värdig medbrottsling till Merry och följde alltid hans planer, men han var fortfarande en lycklig och vettlös hob, och trivs med att leva som en hob. Tillsammans med Merry och Samuel Gamgi upptäckte han sanningen bakom Frodos mystiska beteende och lämnade Fylke med sin frände Merry Vinbock och hans vän Sam Gamgi, i strävan att förstöra den enda ringen. Hans entusiasm att följa med Frodo visade hans lojalitit och vänskap till sin kusin.
När de kom till Vattnadal var Pippin nästan förnekad att få följa med Frodo av Elrond som betraktde Pippin som för ung att få följa med Frodo till Mordor. Gandalf däremot stödde hans och Merrys påståenden om deras vänskap och lojalitet med Frodo, och Pippin valdes som sista medlem i Ringens Brödraskap, på Gandalfs begäran. När Brödraskapet kom till Moria blev Gadalf vredgad över Pippin vid två tillfällen: då Pippin irriterade Gandalf med dumma frågor när Gandalf försökte öppna Morias västport, och när de var inne i Moria kastade han ner sten i en brunn, vilket lockade till sig onda orcher till dem.
Pippin reste sedan till Lothlórien med resten av Brödraskapet efter att Gandalf hade fallit ner i Morias avgrund tillsammans med en balrog. Han fick en alvisk mantel av alvdamen Galadriel. När de lämnade Lothlórien reste Brödraskapet till Amon Hen, men när de kom dit blev Pippin, Merry och Boromir avskurna från resten av Brödraskapet och blev anfallna av orcher. Boromir dog när han försökte försvara hoberna, och Pippin och Merry blev tillfångatagna av Uruk-haiorcher, vilka marscherade mot Isengård för att ge Saruman den vite den enda ringen. Under deras fångenskap blev orchen Grishnak medveten om att han hade gissat om att de hade ringen, så de använde Grishnákhs girighet för att kunna knyta upp sig själva och hålla sig borta från de andra orcherna. När Rohirrims ryttare attackerade orcherna blev Grishnákh dödad och Merry och Pippin lyckades fly in i Fangornskogen, där de mötte enten Lavskägge.
Merry och Pippin blev sedan vän med Lavskägge, och berättade för honom om händelserna i Ringens krig, samtidigt som Lavskägge berättade för de två hoberna om de försvunna Entiskorna. Lavskägge beslutade sedan att kalla in hoberna och skogens andra enter på ett Ente ting på Hinnardal för att besluta om vad de ska göra med dem. Under tiden övertygade Pippin och Merry Lavskägge att attackera Saruman i Isengård. Merry och Pippin marscherade med Enterna till Isengård, där de dödade de kvarvarande orcherna, förintade hela Isengård och höll Saruman fången i Orthanc. Efter slaget fick de order av Lavskägge att vakta porten till Orthanc, eftersom Théoden, Rohans konung, skulle komma dit tillsammans med Gandalf, Aragorn, Legolas, Gimli och Éomer för att konfrontera Saruman. Efter Gandalfs konfrontation med Saruman kastade Gríma Ormstunga en Palantír på Gandalf, som Pippin därefter plockade upp. På grund av hans stora nyfikenhet stal Pippin senare Palantiren från Gandalfs grepp när han sov. När han tittade in i den fick han syn på Sauron, som felaktigt trodde att Pippin och hans Ring var med Saruman i Isengård. Gandalf beslutade att Pippin inte längre var säker där, så Gandalf och Pippin red med Skuggfaxe till staden Minas Tirith i landet Gondor.
Där mötte han Denethor II, som var Gondors regerande rikshovmästare, och erbjöd att tjäna honom för att återbetala honom för hans son Boromirs död. Denethor accepterade hobens erbjudande och gjorde honom till citadellvakt av Gondor. Denethors tjänare och hela stadens folk var häpnade på Pippins kroppslängd och hans sociala rang. Pippin blev senare vän med citadellvakten Beregond, som visade honom runt staden.
Under belägringen av Minas Tirith var Pippin med att rädda Faramirs (Denethors andra son) liv. Efter att Faramir hade återvänt från striden med Mordors arméer var han svårt skadad och Denethor vakade över honom. Denethor trodde först att Sauron skulle vinna slaget, så Denethor beordrade sina tjänare att ställa upp en bål, så att både han och Faramir skulle brännas. Men Pippin upptäckte detta och med hjälp av Gandalf och Beregond kunde de rädda Faramirs liv, men dock inte Denethors som beslutar att bränna sig själv istället.
Efter slaget vid Pelennors slätt fann Pippin till slut Merry och tog honom till Läkandets hus, där han blev helad av Aragorn. Pippin åtföljdes sedan med Västerns armé till den Svarta porten, där han deltog i slaget vid Morannon.

## Efter Ringens krig
När Pippin och de andra hoberna återvände till Fylke var de rasande när de såg vad som hade hänt med deras fredliga land, då Saruman tog kontrollen över riket och tyranniserade landets invånare. Pippin gick till sitt hem i Tookland och manade Tookarna till uppror. Under slaget vid Åby tog han befäl över 100 starka hober, och tillsammans med Merry segrade de mot Sarumans kumpaner. Efter Sarumans död blev Pippin och Merry hjältar, och skulle berätta för alla de andra hoberna om sina resor till fjärran länder. Merry fick titeln Merry den makalöse och Pippin fick titeln Tooken. De skulle oftast gå utomhus bärandes i rustning (Pippin hade tidigare blivit en riddare av Gondor) och folk trodde att de var Fylkes förnämsta hober. 
Under år 6 i den fjärde åldern gifte han sig med Diamanta i Långkleva, och de födde barnet Faramir Took tre år senare. Under år 13 efterträddes Pippin sin far Paladin genom att bli den trettioandra jarlen av Fylke, och var också en rådgivare till kung Elessar i Arnor. Under år 64, då Pippin var 94 år, har Pippin varit Jarl i 50 år. Pippin och Merry gav sina arvegods till sina söner och lämnade Fylke för att besöka Rohan och Gondor. När de dog några år senare blev deras kroppar placerade i Rath Dínen i Minas Tirith, där de senare låg sida vid sida med kung Elessar efter hans död år 120 i den fjärde åldern.

## Film

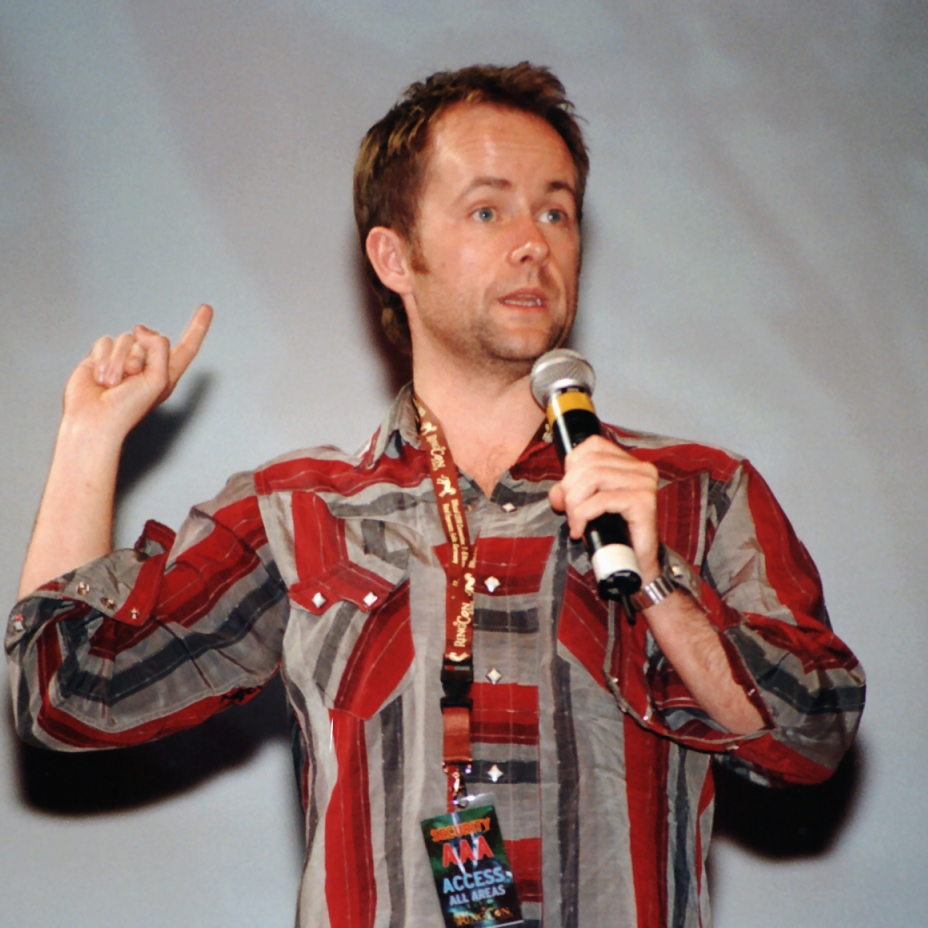
Skådespelaren Billy Boyd spelade Pippin i Peter Jacksons filmversion om Härskarringen.

I Peter Jacksons filmversion av Trilogin om Härskarringen spelades Peregrin Took av skådespelaren Billy Boyd. Dominic Guard gjorde Pippins röst i Ralph Bakshis animerade filmatisering från 1978. Casey Kasem gjorde Pippins röst i Rankin / Bass och Topcrafts filmatisering av Sagan om konungens återkomst. 

## Översättning
Tookarna var en gammal släkt, och därför gav J.R.R. Tolkien honom namnet "Peregrin", ett frankiskt namn, för att ge en ålderdomlig klang åt namnet. I sina anvisningar för översättningen av Ringentrilogin  anger Tolkien att frankiska och gotiska namn symboliserar ålderdomlig klang, och Peregrin fick därför smeknamnet "Pippin", vilket på svenska motsvarar äppelsorten "Pipping" eller ett ord som "äpplekärna". De svenska översättarna har dock valt att inte översätta "Pippin", trots att detta ord på svenska blir just ett frankiskt kunganamn – Pippin den lille – (på modern engelska stavas namnet annorlunda, Pepin), och således, inom bokens fiktion, symboliserar ett allvarligt, gammaldags namn och inte alls ett smeknamn.